# Nemcia pyramidalis
Nemcia pyramidalis är en ärtväxtart som först beskrevs av Thomas Moore, och fick sitt nu gällande namn av Michael Douglas Crisp. Nemcia pyramidalis ingår i släktet Nemcia och familjen ärtväxter. Inga underarter finns listade i Catalogue of Life.